# Stoke Albany
Stoke Albany – wieś w Anglii, w hrabstwie Northamptonshire, w dystrykcie (unitary authority) North Northamptonshire. Leży 28 km na północ od miasta Northampton i 118 km na północny zachód od Londynu. Miejscowość liczy 330 mieszkańców.